# Talaromyces pinophilus
Talarómyces pinóphilus (лат.) — вид несовершенных грибов (телеоморфная стадия неизвестна), относящийся к роду таларомицес (Talaromyces). Ранее включался в состав рода пеницилл (Penicillium) как Penicillium pinophilum.

## Описание
Колонии на CYA на 7-е сутки 1,8—2,5 см в диаметре, с белым, жёлтым и оранжевым мицелием, приподнятые в центре, рыхло-пучковатые, со скудным до умеренного спороношением в серо-зелёных или тускло-зелёных тонах. Экссудат присутствует в виде мелких бесцветных и красноватых капелек. Растворимый пигмент не выделяется, реже выделяется, жёлтый. Реверс колоний серовато-оранжевый в центре до жёлтого по краям.
На агаре с солодовым экстрактом (MEA) колонии с белым, жёлтым и красным мицелием, в центре несколько приподнятые, рыхло-пучковатые. Спороношение скудное до обильного, серо-зелёное или тускло-зелёное. Реверс коричнево-оранжевый. Растворимый пигмент в среду не выделяется.
На агаре с дрожжевым экстрактом и сахарозой (YES) колонии в центре несколько приподнятые, с белым и жёлтым, иногда также с красным мицелием, шерстистые, со скудным до умеренного серо-зелёным спороношением. Растворимый пигмент не выделяется, реверс колоний жёлто-оранжевый или в центре красно-коричневый, а ближе к краю жёлтый.
Конидиеносцы — двухъярусные кисточки, с гладкостенной ножкой 30—200 мкм длиной и 2—3 мкм толщиной. Метулы в мутовке по 3—8, расходящиеся, 10—11 мкм длиной. Фиалиды игловидные, по 3—8 в пучке, 8,5—12 × 2—3 мкм. Конидии шаровидные или почти шаровидные, гладкостенные, 2—3 мкм в диаметре.

### Отличия от близких видов
Наиболее близкий вид — Talaromyces sayulitensis, отличающийся несколько более быстрым ростом (диаметр колоний на CYA на 7-е сутки часто превышает 2,5 см) и по молекулярным характеристикам. Talaromyces aculeatus и Talaromyces verruculosus отличаются фляговидными фиалидами и шаровидными шероховатыми конидиями. Talaromyces stollii отличается более быстрым ростом. Talaromyces amestolkiae отличается красной окраской реверса колоний и образованием чёрных склероциев. Talaromyces angelicus не выделяет кислот на креатиново-сахарозном агаре (CREA).

## Экология
Преимущественно почвенный гриб, изредка встречающийся в качестве загрязнителя на разных органических субстратах.

## Таксономия
Talaromyces pinophilus (Hedgc.) Samson, Yilmaz, Frisvad & Seifert, Stud. Mycol. 70: 176 (2011). — Penicillium pinophilum Hedgc., Bull. Bur. Anim. Ind. U.S. Dep. Agric. 118: 37 (1910).

### Синонимы
- Acremonium cellulolyticum, nom. inval.
- Penicillium korosum J.N.Rai et al., 1969
- Penicillium pinophilum Hedgc., 1910
- Talaromyces cellulolyticus T.Fujii et al., 2013